# Zielitz
Zielitz é um município da Alemanha, situado no distrito de Börde, no estado de Saxônia-Anhalt. Tem 11,40 km² de área, e sua população em 2019 foi estimada em 1.816 habitantes.